# Arensgenhout
Arensgenhout est un hameau situé dans la commune néerlandaise de Beekdaelen, dans la province du Limbourg. Le 1er janvier 2005, le village comptait 520 habitants.